# Árabe judeo-egipcio
El árabe judeo-egipcio es un dialecto árabe hablado por los judíos egipcios . Es cercano al dialecto de Alejandría, incluso para los hablantes del Cairo.

## Aspectos históricos, sociales y culturales

### Historia
Hasta mediados del siglo XX, había alrededor de 75 000 hablantes de árabe judeo-egipcio. Hoy, la mayoría de los judíos egipcios viven en Israel y hablan hebreo.  La primera investigación sobre el árabe judeo-egipcio fue realizada en 1968 por Nada Tomiche.

### Estado actual
El árabe judeo-egipcio está actualmente en declive debido al éxodo de los judíos de Egipto, con casi ninguno permaneciendo hoy. El idioma podría pronto volverse extinto.

## Descripción lingüística

### Clasificación
El árabe judeo-egipcio es uno de los dialectos judeo-árabes. Es cercano al dialecto de Alejandría, y esta similitud se mantiene incluso entre quienes lo hablan en El Cairo. Por ejemplo, en el idioma árabe caireño, "yo escribo" es baktib ( بكتب ) y "yo como" es bakol . En judeo-árabe egipcio, como en árabe alejandrino occidental, es nektobou ( نكتبوا ) y neshrabou, parecido a una primera persona pero en forma plural . 

### Léxico
La mayoría de las palabras únicas en el árabe judeo-egipcio provienen del hebreo, aunque algunas vienen del francés y el italiano. También contiene varias palabras creadas mezclando hebreo y árabe egipcio, así como pronombres adicionales no presentes en el árabe egipcio.
Como otros dialectos judeo-árabes, el árabe judeo-egipcio conserva rasgos arcaicos perdidos en el árabe egipcio.

### Texto de ejemplo
| Árabe judeo-egipcio                                                             | Traducción |
| ------------------------------------------------------------------------------- | --- |
| ואל צביה חוסנת אל מנטר קווי ברכיה וראגל אלם ערפהא ונזלת אל עין ומלת גרתהא וטלעת | y la chica (era) muy hermosa, una virgen, y ningún hombre la había conocido. Bajó al manantial, llenó su cántaro y subió |